# 布羅塔斯的聖阿馬魯
10°47′20″S 37°03′14″W / 10.78889°S 37.05389°W
布羅塔斯的聖阿馬魯（葡萄牙語：Santo Amaro das Brotas），是巴西的城鎮，位於該國東北部，由塞爾希培州負責管轄，始建於1697年，面積235平方公里，海拔高度55米，2010年人口11,389，人口密度每平方公里48.54人。